# A Song of Joy
A Song of Joy ist ein Lied des spanischen Sängers Miguel Ríos aus dem Jahre 1970.

## Entstehung und Veröffentlichung
Aus Anlass des 200. Geburtstags von Ludwig van Beethoven arrangierte der argentinische Komponist und Orchesterleiter Waldo de los Ríos die Ode an die Freude aus Ludwig van Beethovens 9. Sinfonie im Stil des damals modernen Big-Band-Sounds, weswegen der Komponist Beethoven auch als Urheber des Liedes aufgeführt wird. Der Text basiert auf Ríos’ spanischsprachigen Original Himno a la alegría aus dem Jahr 1969, der von Amado Rodriguez verfasst wurde. Der neue englischsprachige Text wurde von Ross Parker verfasst.
Die Erstveröffentlichung von A Song of Joy erfolgte als Single am 13. Mai 1970 bei Hispavox Records. Diese erschien weltweit in verschiedenen Versionen, so unter anderem mit der B-Seite El río (Katalognummer: HXS 309). In Deutschland und den Niederlanden wurde die Single mit der B-Seite No sabes como sufrí unter der Katalognummer Polydor 2001 017 veröffentlicht. Im selben Jahr erschien das Lied auf dem gleichnamigen Album (Katalognummer: Polydor 2310043).
Im deutschsprachigen Raum wurde das Lied unter anderem durch einen Auftritt von Ríos im Schlagerfilm Das haut den stärksten Zwilling um (1971) beworben.

## Kommerzieller Erfolg

### Chartplatzierungen
A Song of Joy avancierte zum Nummer-eins-Hit in Deutschland, Österreich und der Schweiz. Darüber hinaus erreichte es Top-10-Platzierungen in Belgien-Wallonien (Rang 2) und den Niederlanden (Rang 4).
| ChartsChartplatzierungen       | Höchstplatzierung | Wochen/ Monate |
| ------------------------------ | ----------------- | -------------- |
| Deutschland (GfK)              | 1 (36 Wo.)        | 36 Wo.         |
| Österreich (Ö3)                | 1 (6 Mt.)         | 6 Mt.          |
| Schweiz (IFPI)                 | 1 (24 Wo.)        | 24 Wo.         |
| Vereinigte Staaten (Billboard) | 14 (9 Wo.)        | 9 Wo.          |
| Vereinigtes Königreich (OCC)   | 16 (12 Wo.)       | 12 Wo.         |

| ChartsJahrescharts (1970) | Platzierung |
| ------------------------- | ----------- |
| Deutschland (GfK)         | 8           |
| Österreich (Ö3)           | 3           |
| Schweiz (IFPI)            | 1           |

### Auszeichnungen für Musikverkäufe
| Land/Region        | Auszeichnungen für Musikverkäufe (Land/Region, Auszeichnung, Verkäufe) | Verkäufe |
| ------------------ | ---------------------------------------------------------------------- | -------- |
| Deutschland (BVMI) | Gold                                                                   | 500.000  |
| Insgesamt          | 1× Gold ·                                                              | 500.000  |